# Mary Beard
Winifred Mary Beard (Much Wenlock, 1 de enero de 1955) es una académica inglesa especializada en estudios clásicos. Es catedrática en la Universidad de Cambridge, fellow del Newnham College y profesora de literatura antigua de la Royal Academy of Arts. Destacan sus trabajos de divulgación histórica. Es editora de clásicos de The Times Literary Supplement y autora del blog A Don's Life (La vida de un Don / el término "Don" en la cultura de Oxbridge es equivalente de catedrático/), publicado en The Times como una columna regular. Por sus frecuentes apariciones en los medios y sus declaraciones públicas, a veces polémicas, ha sido descrita como la «clasicista más conocida de Gran Bretaña».

## Juventud y educación
Beard, hija única, nació el 1 de enero de 1955 en Much Wenlock, Shropshire. Su madre, Joyce Emily Beard, era directora de un centro escolar y entusiasta lectora. Su padre, Roy Whitbread Beard, trabajaba como arquitecto en Shrewsbury. Ella lo recuerda como un tipo de escuela pública disoluto y un completo derrochador, pero muy atractivo.
Beard asistió a la Shrewsbury High School, una escuela privada para niñas. Durante el verano participaba en excavaciones arqueológicas para ganar dinero para sus propios gastos. A los dieciocho años fue entrevistada para obtener una plaza en el Newnham College de Cambridge y superó el entonces obligatorio examen de entrada. Se había planteado ir al King's College, pero lo descartó cuando descubrió que esa universidad no ofrecía becas a las mujeres.
A pesar de estudiar en una universidad femenina comprobó en su primer año que algunos hombres mantenían en la universidad una actitud desdeñosa hacia el potencial académico de las mujeres y eso fortaleció su determinación para tener éxito. También desarrolló sus puntos de vistas feministas que fueron «enormemente importantes» en su vida posterior, a pesar de que más tarde describió el «feminismo ortodoxo moderno» como parcialmente "vacío". Beard ha dicho desde entonces que «Newnham podría hacerlo mejor convirtiéndose en un lugar donde se puedan generar temas críticos» y también ha descrito sus puntos de vista sobre el feminismo, diciendo: «En realidad no puedo entender lo que sería ser una mujer sin ser una feminista». Beard recibió un BA (Hons) en Newnham, que con el tiempo se convirtió en un MA. Permaneció en Cambridge para realizar su tesis doctoral en 1982 titulada, The state religion in the late Roman Republic: a study based on the works of Cicero [La religión de Estado en la República Romana tardía: un estudio basado en las obras de Cicerón].

## Carrera académica
De 1979 a 1983 Beard dio clases de clásicas en el King's College de Londres. Volvió a Cambridge en 1984 como miembro del Newnham College siendo en esa época la única mujer conferenciante en la facultad de Clásicos. Rome in the Late Republic (Roma en la República tardía), que coescribió con el antiguo historiador de Cambridge Michael Crawford fue publicado ese mismo año.
Beard se convirtió en editora de clásicos de The Times Literary Supplement en 1992. En 1994 hizo una aparición en televisión en un debate sobre los Open Media para la BBC, Weird Thoughts ('Pensamientos extraños'), junto a Jenny Randles y James Randi.
Poco después del ataque del 11 de septiembre de 2001 contra el World Trade Center, Beard fue una de los autores invitados a contribuir con artículos sobre el tema en la London Review of Books. Opinó que muchas personas, una vez que «el shock se había desvanecido, pensaban que los Estados Unidos se lo merecían, y que los abusones del mundo, incluso si su corazón estaba en el lugar correcto, acabarían pagando el precio» (el llamado «argumento "Roosting Chickens»). En una entrevista en noviembre de 2007, declaró que la hostilidad que esos comentarios provocaron aún no había amainado, aunque ella creía que se había convertido en un punto de vista habitual asociar el terrorismo con la política exterior de los Estados Unidos.
En 2004, Beard se convirtió en profesora de Clásicas en Cambridge. También fue elegida profesora visitante Sather de literatura clásica en 2008-2009 en la Universidad de California, Berkeley, donde pronunció una serie de conferencias sobre «Roman Laughter» ('Risa romana'). En 2009 recibió el Premio de Historia Wolfson.
En diciembre de 2010, en la BBC Two, Beard presentó el documental histórico gráfico, Pompeii: Life and Death in a Roman Town [Pompeya: vida y muerte en una ciudad romana], presentando los restos de la ciudad a partir de pruebas forenses, con el objetivo de mostrar una instantánea de la vida de los residentes antes de la erupción del Vesubio. En 2011 tomó parte en una serie de televisión, Jamie's Dream School en Channel 4, y en 2012 escribió y presentó para la BBC Two la serie de televisión en tres partes, Meet the Romans with Mary Beard, (Conocer los romanos con Mary Beard), que relata cómo vivía la gente común en Roma, la «primera metrópoli global del mundo». Beard es una colaboradora habitual de la serie de la BBC Radio 4, A Point of View, (Un punto de vista), con la entrega de ensayos sobre una amplia gama de temas, incluyendo Miss World y la entrevista Oxbridge.
Beard recibió considerables ciberacosos después de que apareciese en enero de 2013 en el programa de la BBC Question Time desde Lincolnshire, y se expresase positivamente sobre los trabajadores inmigrantes que vivían en el condado. Beard citó los comentarios abusivos que había recibido en su blog como un resultado de esas opiniones, y reafirmó su derecho a expresar opiniones impopulares y presentarse en público en una manera auténtica. El 4 de agosto de 2013, recibió una amenaza de bomba en Twitter; horas después los directores en el Reino Unido de la red social condenaron que las mujeres hubiesen experimentado abusos en su servicio. Beard dijo que no creía que estuviera en peligro físico, pero lo consideraba acoso y quería "asegurarse" de que este asunto hubiese sido conocido por la policía.
En abril de 2013, fue nombrada profesora de literatura antigua de la Royal Academy of Arts. Su La herencia viva de los clásicos: Tradiciones, aventuras e innovaciones, de ese año, es una revisión documentada de cómo se utiliza y se cuestiona la tradición clásica; el libro está constituido por capítulos-reseñas basados en lecturas de estudios recién publicados.
En agosto de 2014 Beard fue uno de los 200 personajes públicos firmantes de una carta a The Guardian que se oponían a la independencia de Escocia en el período previo al referéndum convocado para septiembre.
En diciembre de 2015 fue de nuevo uno de los miembros del jurado de la BBC Question Time desde Bath. En marzo de 2016 Beard presentó el programa de la BBC Pompeii: New Secrets Revealed with Mary Beard [Pompeya: nuevos secretos revelados con María Beard].

### Aproximación académica
Según Clifford Ando, otro experto en estudios clásicos de la Universidad de Chicago, Beard se caracteriza por dos aspectos de su acercamiento a las fuentes: ella insiste en que las fuentes antiguas deben entenderse como documentación de las actitudes, el contexto y las creencias de sus autores, no como fuentes fiables de los eventos que mencionan, y en segundo lugar, sostiene que las historias modernas de Roma deben contextualizarse con las actitudes, las visiones del mundo y los propósitos de sus autores.

## Libros
- Rome in the Late Republic (con Michael Crawford, 1985, revisado en 1999); ISBN 0-7156-2928-X
- The Good Working Mother's Guide (1989); ISBN 0-7156-2278-1
- Pagan Priests: Religion and Power in the Ancient World (como editora con John North, 1990); ISBN 0-7156-2206-4
- Classics: A Very Short Introduction (con John Henderson, 1995); ISBN 0-19-285313-9 (hay trad. en español, El Mundo Clásico. Una Breve Introducción, en El Libro De Bolsillo - Historia)
- Religions of Rome (con John North y Simon Price, 1998); ISBN 0-521-30401-6 (vol. 1), ISBN 0-521-45015-2 (vol. 2)
- The Invention of Jane Harrison (Harvard University Press, 2000); ISBN 0-674-00212-1
- Classical Art from Greece to Rome (con John Henderson, 2001); ISBN 0-19-284237-4
- The Parthenon (Harvard University Press, 2002); ISBN 1-86197-292-X
- The Colosseum (con Keith Hopkins, Harvard University Press, 2005); ISBN 1-86197-407-8
- The Roman Triumph (Harvard University Press, 2007); ISBN 0-674-02613-6 (hay trad. en español, El triunfo romano: Una historia de Roma a través de la celebración de sus victorias, Editorial Crítica, 2008)
- Pompeii: The Life of a Roman Town (2008); ISBN 1-86197-516-3 (título en EE. UU.The Fires of Vesuvius: Pompeii Lost and Found; Harvard University Press) (hay trad. en español, Pompeya: Historia y leyenda de una ciudad romana, Editorial Crítica, 2009.)
- Confronting the Classics: Traditions, Adventures and Innovations (Profile Books, 2013); ISBN 1-78125-048-0 (hay trad. en español,La herencia viva de los clásicos: Tradiciones, aventuras e innovaciones, Editorial Crítica, 2013)
- Laughter in Ancient Rome: On Joking, Tickling, and Cracking Up (University of California Press, 2014); ISBN 0-520-27716-3
- SPQR: A History of Ancient Rome (Profile Books, 2016); ISBN 9780871404237 (hay trad. en español, SPQR. Una historia de la Antigua Roma, Editorial Crítica, 2016]

## Reconocimientos
- Oficial de la Orden del Imperio británico (OBE) en 2013 por "services to classical scholarship"[27]
- Fellow of the Society of Antiquaries (2005)[28]
- National Book Critics Circle Award (Criticism) shortlist for Confronting the Classics (2013)[29][30]
- Medalla Bodley (2016)[31]
- Premio de Historia Wolfson (2009)[32]
- Premio Princesa de Asturias de Ciencias Sociales (2016).[33] El 25 de mayo de 2016 se anunció que había sido galardonada con dicho premio, al que optaban 37 candidaturas, "por su sobresaliente contribución al estudio de la cultura, de la política y de la sociedad de la antigüedad grecolatina".[34] El jurado estuvo presidido por la historiadora Carmen Iglesias.[3]
- Honoris causa de la Universidad Carlos III de Madrid en 2017[35][36]
- Honoris Causa por la Universidad Abierta de Cataluña el 30 de octubre de 2019.[37]
- Honoris Causa por la Universidade de Santiago de Compostela en 2022.[38]

## Vida personal
En 1985 Beard se casó con Robin Cormack. Tuvo una hija (Zoe) en 1985 y un hijo (Raphael) en 1987.